# Хрещатицкий, Павел Степанович
Павел Степанович Хрещатицкий (?—1864) — русский генерал-лейтенант, походный атаман Донских казачьих полков Отдельного Кавказского корпуса.
Происходил из дворян Войска Донского, военную службу начал в 1801 году простым казаком в полку Денисова.
В кампании 1806 года в Восточной Пруссии Хрещатицкий с полком находился в корпусе Беннигсена. В 1807 году переведён юнкером в лейб-гвардии Казачий полк, с которым принял участие в войне со шведами, за оказанные в кампании 1808 года подвиги был награждён знаком отличия военного ордена св. Георгия.
Накануне французского вторжения в пределы России был произведён в поручики и, по-прежнему числясь в лейб-гвардии Казачьем полку и состоя адъютантом графа Орлова-Денисова, принял участие во многих сражениях при отражении армии Наполеона. Он сражался при Вильно, близ Витебска, где получил контузию в левый бок, при деревне Заболотье. За отличие в Бородинском бою был произведён в штабс-ротмистры, а за деятельное участие в обороне Тарутинского лагеря был 25 декабря награждён золотой саблей с надписью «За храбрость». После перехода русской армии в наступление участвовал в сражениях под Вязьмой и под Красным, причём за последнее получил орден св. Анны 2-й степени, и далее преследовал разбитую французскую армию до Немана.
В Заграничном походе Хрещатицкий участвовал в сражениях у Дрездена и под Кульмом, причём за последнее дело получил особый прусский знак Железного креста; далее участвовал в «Битве народов» под Лейпцигом и за неё получил алмазные знаки к ордену св. Анны 2-й степени. За отличие при Фер-Шампенуазе прусский король наградил его орденом Красного Орла 3-й степени. 26 октября 1814 года был награждён орденом св. Георгия 4-й степени
За отличия в сражениях с французами при Вахе, Грифельде и Франкфурте-на-Майне.
В 1814-1815 годах находился во Франции в составе русского оккупационного корпуса. По возвращении в Россию в 1816 году был произведён в ротмистры и 31 июля 1819 года — в полковники.
С 1821 года находился на Дону, где по 1827 год исправлял должность Новочеркасского полицмейстера. С 1832 по 1842 год был окружным генералом 1-го округа Области Войска Донского, причём в генерал-майоры был произведён лишь в 1834 году и в том же году временно занимал должность походного атамана Донских казачьих полков в действующей армии.
В 1843 году был назначен походным атаманом Донских казачьих полков, состоящих при Отдельном Кавказском корпусе, и принимал активное участие в походах против горцев. За отличие в Даргинском походе в 1845 году, где он командовал обозом и эвакуацией раненых, был награждён орденом св. Анны 1-й степени. К. К. Бенкендорф в своих воспоминаниях об этой экспедиции особо отмечает, что «генерал Хрещатицкий хорошо исполнил свою задачу».
В 1847 году произведён в генерал-лейтенанты, в 1849 году пожалован императорской короной к ордену св. Анны 1-й степени и в 1851 году был удостоен ордена св. Владимира 2-й степени.
Скончался в 1864 году.
Его сын Александр с отличием сражался с турками на Кавказе во время Восточной войны и впоследствии был генералом от кавалерии; внук Ростислав во время русско-японской войны был Приамурским генерал-губернатором.